# Ляпкин, Юрий Евгеньевич
Ю́рий Евге́ньевич Ля́пкин (21 января 1945, Балашиха, Московская область, РСФСР, СССР) — советский хоккеист, защитник. Олимпийский чемпион (1976). Четырёхкратный чемпион мира. Заслуженный мастер спорта СССР (1973). Участник суперсерии СССР — Канада 1972 года.

## Биография
Начинал играть в 1959 в клубе «Машиностроитель» (Балашиха). Вначале совмещал занятия хоккеем и футболом под руководством тренера Дмитрия Васильевича Рыжкова, воспитавшего плеяду именитых спортсменов. В составе «Машиностроителя» Ляпкин стал чемпионом Московской области по футболу.
В «Химик» попал благодаря активным поискам Н. С. Эпштейна, который увидел будущего чемпиона играющим на футбольной площадке.
Играл за команды «Спартак» (Москва; 1972—1976 и 1978—1979) и «Химик» (Воскресенск; 1964—1972 и 1976—1978). В 1979—1982 выступал в Японии вместе с Владимиром Шадриным за клуб «Одзи Сейси».
Выдвинулся в число сильнейших защитников благодаря высочайшей технике владения шайбой и тактическому кругозору. Мастер игровой импровизации, умело подключался в атаку и завершал её результативными бросками. В чемпионатах СССР сыграл 437 матчей, забросил 126 шайб.
На Олимпиаде 1976 года втроём вместе с Владимиром Шадриным и Геннадием Цыганковым в течение двух минут оборонялся против пяти игроков сборной Чехословакии. На чемпионатах мира и зимних олимпийских играх сыграл 45 матчей, забросил 7 шайб.
Окончил Коломенский педагогический институт (1972), тренер. Член КПСС с 1976 года.
В 1992—1998 гг. — тренер-консультант префектуры Нагано (Япония). Под началом Ляпкина были все команды — детские, юношеские, взрослые. Принимал непосредственное участие в подготовке Зимней Олимпиады 1998 года в Нагано.
В 1999—2002 гг. — генеральный менеджер ХК «Крылья Советов».
По состоянию на 2020 год проживал в Балашихе, выступал за команды ветеранов, являлся старшим тренером МОУ ДЮСШ «Олимпиец».
С 2005 года выступал в ветеранских турнирах в составе ХК «Легенды хоккея СССР», член Совета Легенд Ночной хоккейной лиги.
Именной стяг Юрия Ляпкина под № 5 поднят под своды «Арены Балашихи» 29 января 2010 года.
Кроме этого дворцу спорта «Арена Балашихи» присвоено имя «Дворец спорта имени Юрия Ляпкина».
Женат. Имеет двух дочерей, трёх внуков.

## Достижения
- Олимпийский чемпион 1976
- Чемпион мира 1971
- Чемпион мира и Европы 1973, 1974, 1975
- Серебряный призёр чемпионата мира 1976.
- Серебряный призер чемпионата Европы 1971.
- Бронзовый призер чемпионата Европы 1976.
- Серебряный призёр зимней Универсиады 1970
- Чемпион СССР 1976.
- серебряный призер 1973
- бронзовый призер 1965, 1970.

- Финалист Кубка СССР 1972.

## Награды и звания
- Медаль «За трудовую доблесть» (1975).
- Заслуженный работник физической культуры Российской Федерации (5 ноября 2020 год) — за заслуги в развитии физической культуры и спорта, многолетнюю добросовестную работу[11].
- Почётный гражданин городского округа Балашиха (2010)